# شن‌کش

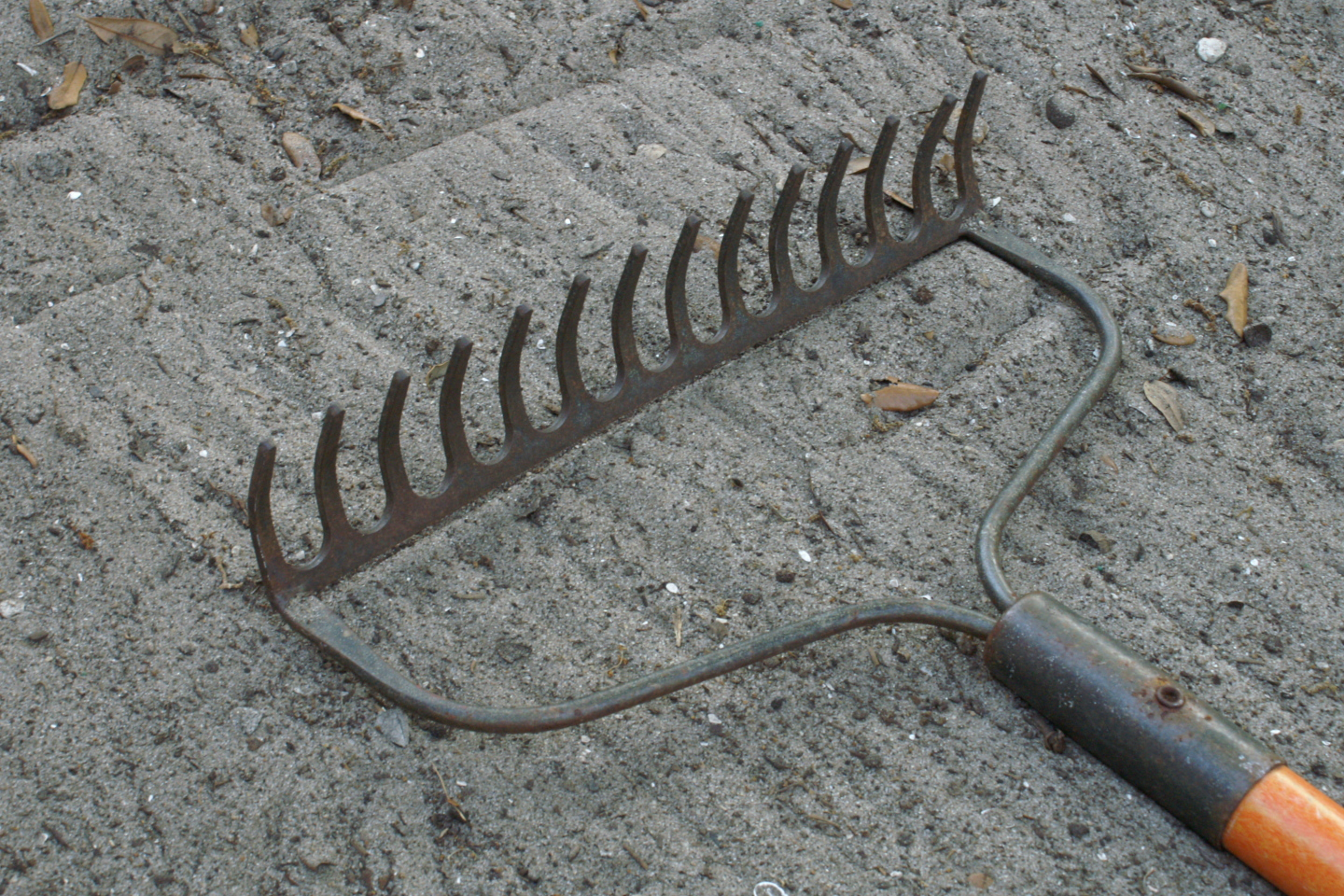
یک شن‌کش پردوام برای کار با خاک و سنگ.

شِن‌کِش یکی از ابزارآلات باغبانی است که دسته‌ای بلند و معمولاً چوبی دارد و با سری فلزی که شبیه شانه است، اجسام درشت و قلوه‌سنگ‌ها و شاخ و برگ را از روی سطح خاک که نرم است جدا کرده و جمع‌آوری می‌کند. طرز کار شن‌کش مانند الک، عبور دادن اجسام ریز و نگاه‌داشتن و جمع آوری اجسام درشت است.
در دانه‌پاشی کشاورزی از شن‌کش‌ها گاه به عنوان کلوخ‌شکن نیز استفاده می‌کنند. در این مورد، با شن‌کش سوراخ‌هایی در زمین ایجاد می‌شود که پس از پاشیدن دانه در آن‌ها دوباره پر می‌شوند.